# Tapen (Kudu)
Tapen is een bestuurslaag in het regentschap Jombang van de provincie Oost-Java, Indonesië. Tapen telt 2285 inwoners (volkstelling 2010).